# Черкез, Евгений Анатольевич
Черкез Евгений Анатольевич (26 сентября 1948, Одесса) — геолог. Доктор геолого-минералогических наук (1994), профессор (1995). Член-корреспондент Международной академии наук Евразии; руководитель научной школы «Проблемы инженерной геодинамики». Государственная премия Украины в области науки и техники (1996) (в соавторстве с К. Ф. Тяпкиным, В. М. Гонтаренко, А. Б. Гнатов, И. П. Зелинский, А. А. Ханонкиним). Награждён знаком «Отличник образования Украины» (2005).

## Биография
Черкез Евгений Анатольевич родился в Одессе, 26 сентября 1948 г. Окончил среднюю школу (1966). Работал подземным рабочим в Одесском противооползневом управлении (1966). В 1972 году окончил геологическое отделение геолого-географического факультета Одесского государственного университета имени И. И. Мечникова (ныне — Одесский национальный университет имени И. И. Мечникова). Учился в аспирантуре ОГУ на кафедре инженерной геологии и гидрогеологии по специальности «инженерная геология». Был ассистентом кафедры инженерной геологии и гидрогеологии (1974). Защитил кандидатскую диссертацию (1976). Работал старшим преподавателем (1978), доцентом кафедры инженерной геологии и гидрогеологии (1979—1995). Учился в докторантуре (1988—1991). Защитил диссертацию на соискание ученой степени доктора геолого-минералогических наук на тему: «Оползни северо-западного побережья Чёрного моря (моделирование, прогноз устойчивости склонов и оценка эффективности противооползневых мероприятий)» (1994). Получил ученое звание профессора (1995). Черкез Е. А. — заведующий кафедрой инженерной геологии и гидробиологии (с 1997), Декан геолого-географического факультета Одесского национального университета имени И. И. Мечникова (с 2007). Член-корреспондент Международной академии наук Евразии, член Национального совета Академии инженерных наук Украины по проблемам инженерной геологии и геоэкологии, член специализированных ученых советов по присвоению ученых степеней кандидата и доктора наук.

## Научная деятельность
Основные направления научной деятельности: инженерная геодинамика, прогнозирования инженерно-геологических процессов, моделирования напряженного состояния и оценки устойчивости оползневых склонов и массивов горных пород сложной структуры, оценки инженерно-геологической эффективности мероприятий в области инженерной защиты территорий. Автор более 80 научных работ.

## Труды
- Моделирование напряженного состояния и устойчивости склонов / Е. А. Черкез [и др.] // Тр. III Междунар. конгресса по инженерной геологии. — Мадрид, 1978. — С. 316—318. — Англ. мовою.
- Прогнозирование устойчивой формы оползневых склонов Одесского побережья / Е. А. Черкез // Проблемы географического прогноза. — М., 1979. — С. 53-62.
- Инженерно-геологические прогнозы и моделирование / Е. А Черкез, И. П. Зелинский, А. В. Гузенко. — Одесса, 1983. — 126 с.
- Оползни северно-западного побережья Чёрного моря, их изучение и прогноз / Е. А. Черкез [и др.]. — Киев: Наукова думка, 1993. — 228 с.
- Геологические и структурно-тектонические факторы формирования и развития оползней северо-западного побережья Чёрного моря // Тр. 7 Междунар. конгресса по оползням, Тронхейм, 1996. — С. 509—513. — На англ. языке.
- Инженерные сооружения как инструмент изучения тектонической дискретности и активности геологической среды / Е. А. Черкез [и др.] // Механика грунтов и фундаментостроение: тр. 3 укр. конф. по механике грунтов и фундаментостроению. — Одесса, 1997. — Т. 1. — С. 53-56;
- Подземные выра, ботки и оценка их влияния на деформацию земной поверхности и устойчивость сооружений территории г. Одессы / Е. А. Черкез, К. К. Пронин, В. И. Шмуратко // Тр. Азиат. симпозиума по механике горных пород. — Сеул ; Роттердам, 1997. -С. 193—196.
- Науки про Землю в Одеському (Новоросійському) університеті / Є. А. Черкез, Я. М. Біланчин, Є. Н. Красеха [та ін.]. — Одеса: Астропринт, 2010. — 104 с.
- Факторы формирования режима подземных вод острова Змеиный / Е. А. Черкез, В. И. Мединец, В. К. Свистун [и др.] // Вісник ОНУ. — 2014. — Т. 19. — Вип. 4 (23): Географічні та геологічні науки. — С. 328—342.
- Інженерна геологія в Одеському університеті: історичний нарис / Є. А. Черкез // Матеріали міжнародної наукової конференції «Роль вищих навчальних закладів у розвитку геології» (до 70-річчя геологічного факультету Київського національного університету імені Т. Шевченка) (Київ, 31 березня — 3 квітня 2014 р.). — Київ, 2014. — С. 36-37.